# رودولف دکر
رودولف دکر (انگلیسی: Rudolf Decker؛ زادهٔ ۱۳ اوت ۱۹۶۷) بازیکن فوتبال اهل آلمان است.
از باشگاه‌هایی که در آن بازی کرده‌است می‌توان به باشگاه فوتبال دویسبورگ و باشگاه فوتبال بوخوم اشاره کرد.